# Emilian Baciu
Emilian Baciu este un fost senator român în legislatura 1996-2000 ales în județul Argeș pe listele partidului PRM. Emilian Baciu a fost validat ca senator pe data de 28 iunie 2000, câns l-a înlocuit pe senatorul Ion Mînzînă. Emilian Baciu a fost membru în comisia pentru muncă, familie și protecție socială precum și în comisia pentru cercetarea abuzurilor, combaterea corupției și petiții. Emilian Baciu a fost membru al Senatului în perioada 28.6.2000 - 10.12.2000.

## Legaturi externe
- Emilian Baciu[nefuncțională]
 la cdep.ro

1. ↑  https://www.senat.ro/FisaSenator.aspx?ParlamentarID=F495B103-BF3B-4F8C-96D8-A33B48A72887